# Röse bei Ramsättra

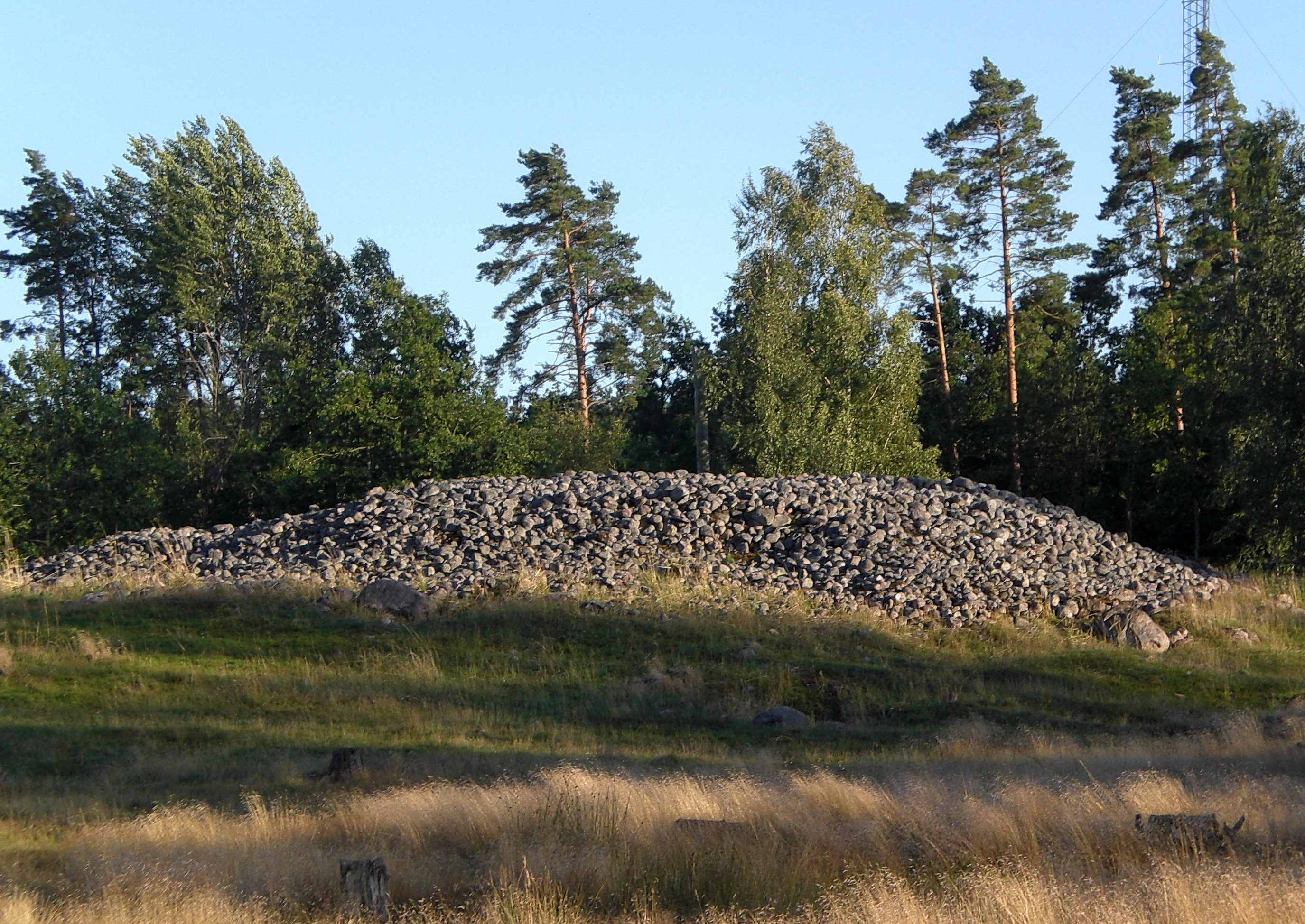
Röse bei Ramsättra

Die Röse bei Ramsättra ist ein prähistorisches Steingrab, südlich des Dorfes Ramsättra auf der schwedischen Ostseeinsel Öland.
Der aus Steinen gebildete Hügel hat einen Durchmesser von etwa 30 Metern und gehört damit zu den größten auf Öland. Insgesamt wurden auf der Insel mehr als 100 Röser gefunden. Die Größe dieser Röse legt die Annahme nahe, dass hier eine bedeutende Persönlichkeit, mutmaßlich ein Stammesführer bestattet ist. Die Entstehungszeit der Röser liegt zwischen 1800 und 1000 v. Chr. in der Bronzezeit.
Den Verstorbenen wurden üblicherweise wertvolle Dinge beigelegt. Aus diesem Grund waren Röser häufig das Ziel von Grabräubern, die sich in den Besitz der Grabbeigaben bringen wollten. In zwei Rösern beim nahen Köpingsvik konnten noch kunstvoll gefertigte Waffen aus Bronze, wie Äxte, Dolche, Speerspitzen und Schwerter geborgen werden.